# Szijártóháza
Szijártóháza is een plaats (község) en gemeente in het Hongaarse comitaat Zala. Szijártóháza telt 51 inwoners (2001).